# Sinfonia Viva
Sinfonia Viva – polska orkiestra założona w 1998 roku przez skrzypka, dyrygenta, aranżera, kompozytora Tomasza Radziwonowicza.
Zespół ma w swoim dorobku udział w nagraniu kilkudziesięciu płyt z muzyką poważną: oratoryjno-kantatową, kameralną, filmową, a także taneczną i popularną.
Do najważniejszych należą m.in. Muzyka i ekran I, Muzyka i ekran II, Tango, Uniesienie Henryka Miśkiewicza, ID oraz Sobremesa Anny Marii Jopek, 3 i 4 Andrzeja Smolika, Jest cudnie i 50 Maryli Rodowicz oraz Filmowo i Looking for Balance Krzysztofa Herdzina.
Za album z muzyką Pasquale Anfossi Oratorio La Morte di San Filippo Neri (2014) orkiestra otrzymała prestiżową francuską nagrodę Złotego Orfeusza 2015, przyznawaną przez Academie du Disque Lyrique we Francji.
W 2009 zespół brał udział w nagraniu płyty Miki Urbaniak Closer, nagrodzonej Fryderykiem 2010 w kategorii Album Roku – Pop. Orkiestra wzięła też udział w nagraniu debiutanckiego albumu Gregoire'a Mareta, muzyka jazzowego grającego na harmonijce ustnej.
Płyta zespołu z rodzimymi kompozytorami Muzyka Polska wydana przez Polskie Radio, otrzymała nominację do International Classical Music Awards 2017 w kategorii Best Collection.